# کارا ویلیامز
کارا ویلیامز (انگلیسی: Cara Williams؛ ۲۹ ژوئن ۱۹۲۵ — ۹ دسامبر ۲۰۲۱) یک هنرپیشه اهل ایالات متحده آمریکا بود.